# Michel Bourtzès
Michel Bourtzès (en grec : Μιχαήλ Βούρτζης) (vers 930-935 - après 996) est un général byzantin majeur de la fin du Xe siècle. Il se distingue lors de la prise d'Antioche en 969 mais tombe en disgrâce auprès de l'empereur Nicéphore II Phocas. Rancunier, Bourtzès joint ses forces aux conspirateurs qui assassinent Phocas quelques semaines plus tard. Bourtzès réapparaît avec un rôle civil important lors de la guerre entre Basile II et le rebelle Bardas Sklèros. Il passe d'abord du côté des rebelles avant de revenir dans le camp impérial. Malgré ces changements de partis, il est renommé doux (duc) d'Antioche par Basile, un poste qu'il occupe jusqu'en 995, date à laquelle il en est congédié pour ses échecs dans la guerre contre les Fatimides.

## Biographie

### Carrière sous Nicéphore II et Jean Ier Tzimiskès

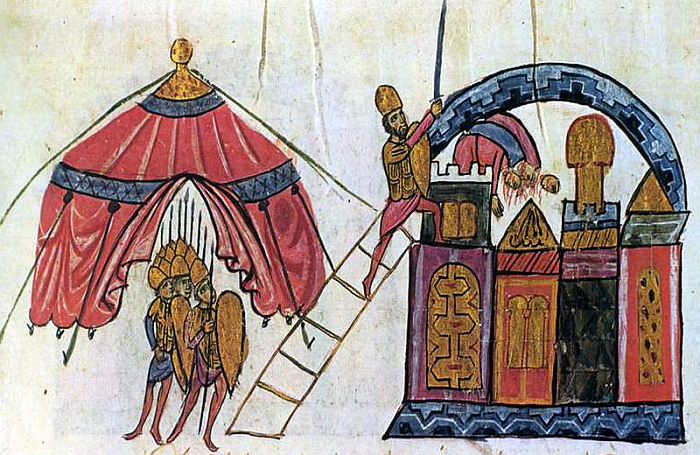
La prise d'Antioche en 969 par les forces byzantines dirigées par Bourtzès (représenté grimpant sur les remparts) dépeinte dans la chronique de Jean Skylitzès.

Michel Bourtzès est le premier membre important de la famille Bourtzès, originaire de la région du haut Euphrate. Cette famille devient l'un des clans majeurs de l'aristocratie militaire byzantine durant le XIe siècle. Il grimpe dans la hiérarchie à la fin de l'année 968 quand il est nommé patrice et stratège du petit thème de Mauron Oros (« Les Montagnes Noires ») et est chargé de diriger les forces assiégeant la cité d'Antioche,. À la fin de l'automne 969, agissant contre les ordres de Nicéphore de ne pas attaquer la ville en son absence, Bourtzès parvient à persuader un habitant de la ville de céder une des principales tours des murailles. Celle-ci est promptement occupée. Bourtzès parvient ensuite à défendre cette « tête de pont » contre les attaques répétées des défenseurs de la ville trois jours durant. Il finit par recevoir des renforts de la part de Pierre Phocas qui s'emparent de la ville,. Malgré son rôle déterminant dans la prise d'Antioche, Bourtzès ne bénéficie d'aucune récompense. Au contraire, vexé d'avoir été désobéi ou, selon d'autres récits, pour avoir incendié et détruit la majorité de la ville, l'empereur Nicéphore Phocas le congédie de son poste. Il nomme Eustathe Maleinos, l'un de ses proches, comme premier gouverneur d'Antioche,.
Grandement vexé par ce qu'il perçoit comme une injustice, Bourtzès rejoint une conspiration comprenant plusieurs généraux importants mécontents de l'attitude de Nicéphore, dont Isaac Brachamios qui est avec lui à Antioche. Leur chef est Jean Tzimiskès. La nuit du 10 au 11 décembre 969, un groupe de ces conspirateurs dont Tzimiskès et Bourtzès parviennent à accéder au palais impérial de Boucoléon par la mer. Ils tuent l'empereur et installent Tzimiskès à sa place,. Malgré son rôle important dans l'assassinat de Nicéphore II, les sources historiques mentionnent à peine Bourtzès durant le règne de Tzimiskès entre 969 et 976. Yahyā d'Antioche rapporte qu'il supervise la réparation des murs d'Antioche après un séisme mais il n'apparaît pas avoir été placé à la tête de la ville. Au moment de la mort de Tzimiskès en janvier 976, il est dit par Jean Skylitzès qu'il commandait la tagma d'élite des Stratelatai dans l'armée de Bardas Sklèros.

### Carrière sous Basile II

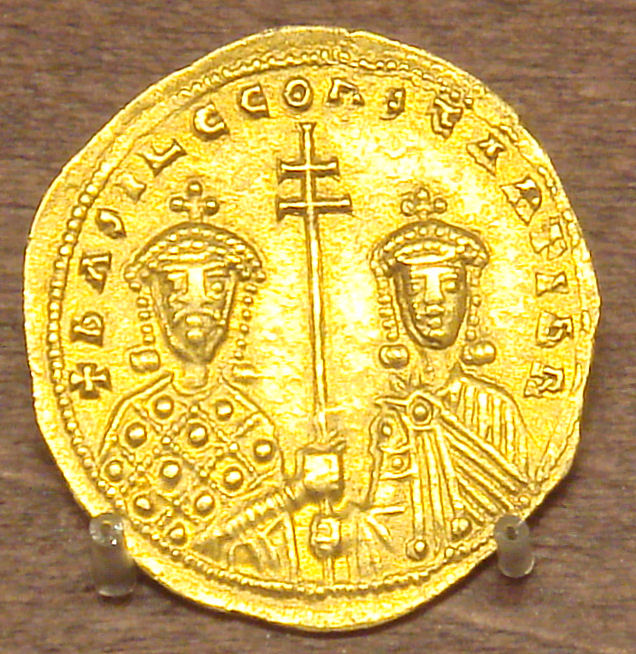
L'empereur Basile II avec son jeune frère et coempereur Constantin VIII.

Au moment de la mort de Tzimiskès, le pouvoir impérial revient aux empereurs légitimes, les jeunes frères Basile II et Constantin VIII. Toutefois, au vu de leur jeunesse et de leur inexpérience, le gouvernement continue d'être exercé par le puissant parakimomène Basile Lécapène. Un remaniement général de la plupart des postes militaires importants en Orient s'ensuit. Il est interprété par les historiens ultérieurs comme Skylitzès comme une façon d'affaiblir la position des stratèges trop puissants. C'est à ce moment que Bourtzès est nommé commandant des troupes en Syrie et siège à Antioche. Il semble avoir été le premier duc d'Antioche. Dès son arrivée, il lance un raid important dans la Syrie détenue par les Fatimides. Il atteint Tripoli avant de repartir vers Antioche avec un butin important.
Toutefois, au printemps, Bardas Sklèros qui vient d'être nommé duc de Mésopotamie et était l'un des principaux partisans de Tzimiskès, se révolte et se proclame empereur dans son quartier-général de Mélitène. Bourtzès reçoit l'ordre de mener ses forces au nord pour rejoindre l'armée d'Eustathe Maleinos, le gouverneur de Cilicie et empêcher les rebelles de traverser la chaîne de l'Anti-Taurus. Laissant son fils à Antioche, Bourtès obéit et se dirige vers le nord. Néanmoins, dans la bataille qui s'ensuit près de la forteresse de Lapara, les forces loyalistes sont mises en déroute. Selon les chroniqueurs, Bourtzès est le premier à battre en retraite,. Peu après, il fait défection et rejoint Sklèros. À l'automne 977, il est . Les deux forces se retrouvent dans une bataille impromptue qui se termine par une sanglante défaite pour les rebelles. Cela conduit Bourtzès a changé à nouveau de camp et à rejoindre l'armée impériale, maintenant dirigée par Bardas Phocas.
À la différence de l'ensemble des autres chefs militaires à s'être révolté contre lui, Basile II continue d'accorder sa confiance à Bourtzès en lui laissant la position l'importante position de duc d'Antioche de 990 à 995. En novembre 989, Bourtzès remplace Léon Phocas, le fils de Bardas, qui s'est soumis à l'empereur seulement quelques mois plus tôt. De cette position, Bourtzès conduit la défense de la frontière impériale alors que les combats contre les Fatimides dirigés par Manjutakin reprennent. En 992, il réprime une rébellion de la population musulmane de Laodicée, le port d'Antioche et déporte les rebelles en Anatolie. Toutefois, dans la même année, il subit une première défaite puis une deuxième lors de la bataille des gués de l’Oronte, près d'Apamée, le 15 septembre 994 Ces échecs ainsi que les accusations selon lesquelles il aurait exacerbé le conflit en emprisonnant l'ambassadeur fatimide conduisent Basile II à douter de ses capacités. En 995, tandis que les forces byzantines d'Orient ont été affaiblies par leurs défaites, les Fatimides assiègent Alep, le principal vassal arabe des Byzantins. Basile lui-même doit interrompre ses opérations contre la Bulgarie et se retourne vers l'Orient. Il lance une campagne éclair pour libérer la ville. C'est à cette époque qu'il congédie Bourtzès de son poste et le remplace par Damien Dalassène.
Rien n'est connu à propos de Michel Bourtzès après cette date. Toutefois, il a eu au moins trois fils, Michel, Théognostos et Samuel, connus pour leur participation à une conspiration contre l'empereur Constantin VIII (seul empereur de 1025 à 1028) après qu'il a aveuglé le fils de Michel, nommé Constantin, en 1025 ou 1026.